# ناثان إيرل
ناثان إيرل (بالإنجليزية: Nathan Earle)‏ هو لاعب اتحاد الرغبي نيوزلندي، ولد في 25 سبتمبر 1994 في هونغ كونغ في الصين.